# Oecanthus similis
Oecanthus similis är en insektsart som beskrevs av Lucien Chopard 1932. Oecanthus similis ingår i släktet Oecanthus och familjen syrsor. Inga underarter finns listade i Catalogue of Life.